# Frauenberg (Fulda)
Der Frauenberg ist ein ca. 164 Hektar großer statistischer Stadtbezirk in der osthessischen Stadt Fulda. Er stellt jedoch keinen eigenen Stadtteil dar.

## Allgemeines

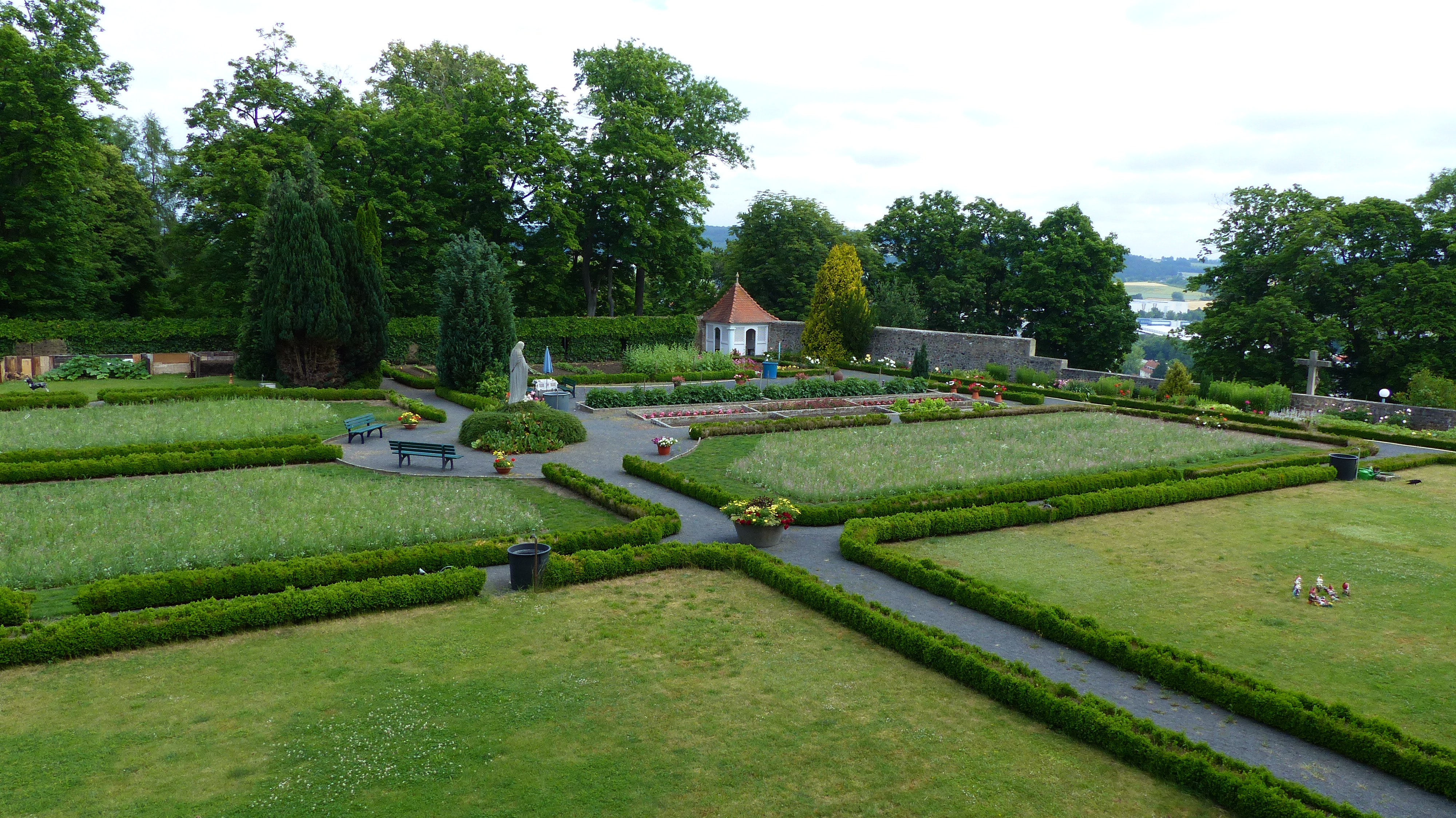
Klostergarten des Franziskanerklosters

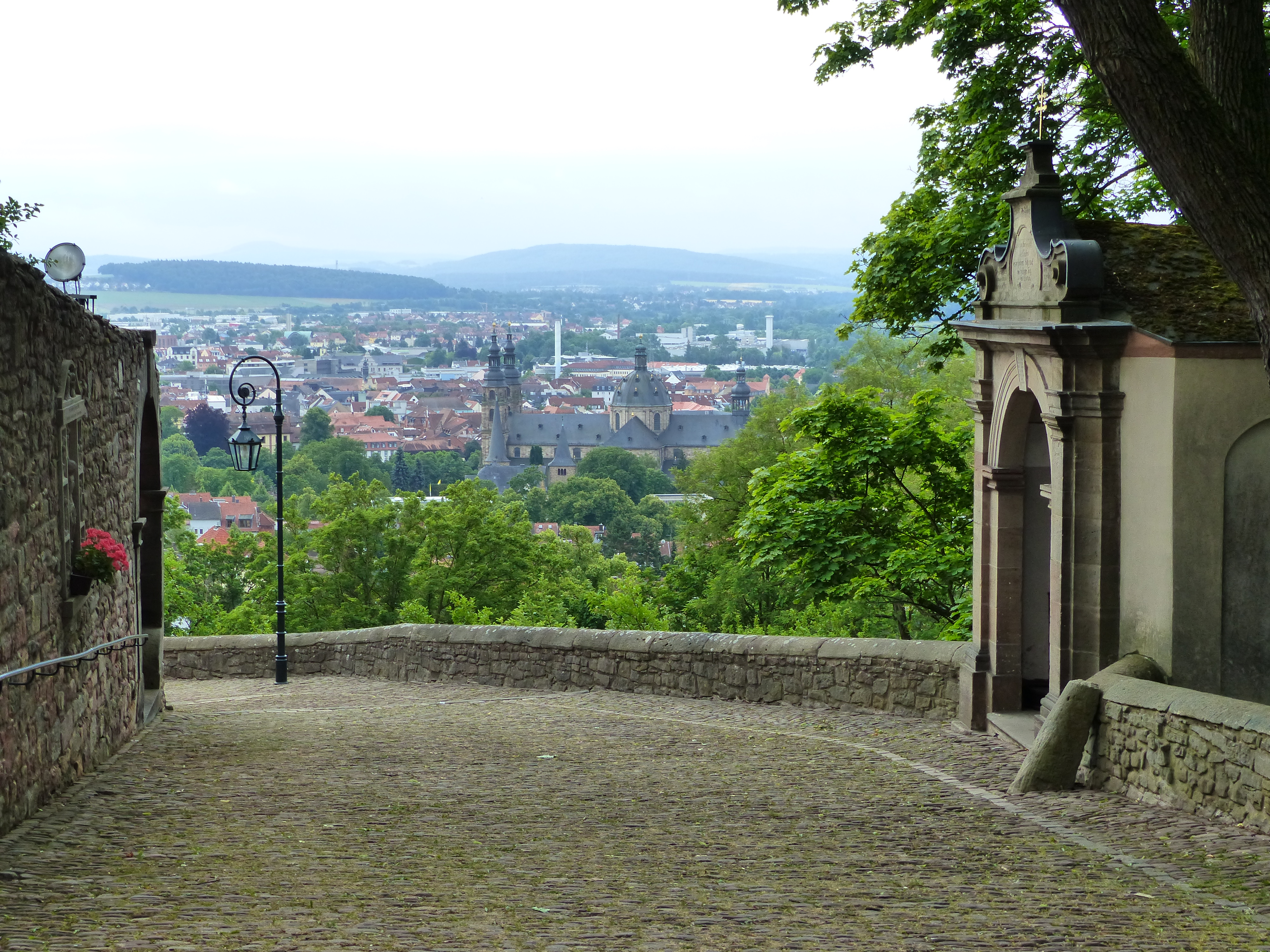
Ausblick auf den Dom

Der Frauenberg liegt nordwestlich der Fuldaer Innenstadt. Er ist als Fuldaer Villenviertel bekannt. Insbesondere ein alter Baumbestand lässt den Frauenberg sehr grün erscheinen.
Auf dem Frauenberg befindet sich das Kloster Frauenberg. Der Frauenberg ist durch seine weitreichenden Parkanlagen gekennzeichnet. So befindet sich auf dem Berg ein Klostergarten.

## Gesundheit
Am Frauenberg liegt das Herz-Jesu-Krankenhaus, eines der größten Fuldaer Krankenhäuser. Weiterhin befindet sich in unmittelbarer Nähe das Zentrum Vital.

## Verkehr

### Öffentlicher Nahverkehr
Im Öffentlichen Nahverkehr ist der Frauenberg über mehrere Stadtbuslinien erreichbar. Nach Betriebsschluss der Stadtbusse stellt das Anruf-Sammel-Taxi den Öffentlichen Nahverkehr am Frauenberg sicher.

### Straßenverkehr
Der Frauenberg ist von der Leipziger Straße aus über mehrere Seitenstraßen zu erreichen.